# Batrachorhina paralateritia
Batrachorhina paralateritia är en skalbaggsart som beskrevs av Stefan von Breuning 1971. Batrachorhina paralateritia ingår i släktet Batrachorhina och familjen långhorningar.
Artens utbredningsområde är Madagaskar. Inga underarter finns listade.